# Keys-Gletscher
Der Keys-Gletscher ist ein Gletscher an der Bakutis-Küste des westantarktischen Marie-Byrd-Lands. Er fließt von den Jenkins Heights zwischen dem Ellis Ridge und Mount Bray in nordöstlicher Richtung zum Dotson-Schelfeis.
Der United States Geological Survey kartierte ihn anhand eigener Vermessungen und Luftaufnahmen der United States Navy aus den Jahren von 1959 bis 1967. Das Advisory Committee on Antarctic Names benannte ihn 1977 nach Keith W. Keys, Flugleiter auf dem Williams Field am McMurdo-Sund von 1975 bis 1976.